# Lijst van personen uit Rochester (New York)
Dit is een chronologische lijst van personen uit Rochester, New York. Het gaat om personen die er zijn geboren.

## Geboren in Rochester

### 1800–1899

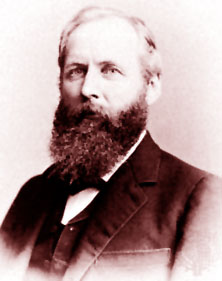
Geoloog Grove Karl Gilbert (1843–1918)

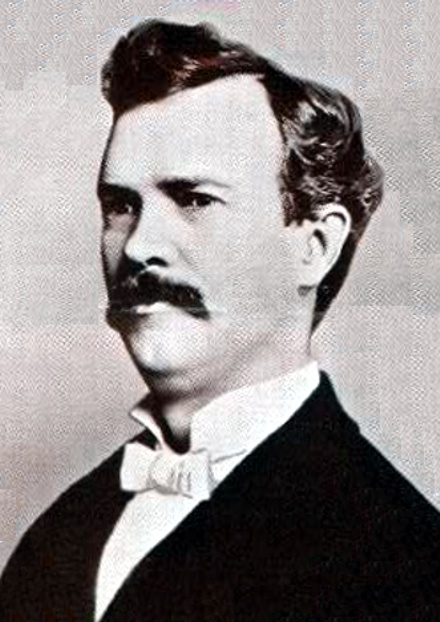
Uitvinder William S. Burroughs I (1855–1898)

- Grove Karl Gilbert (1843–1918), geoloog en fysisch geograaf
- William S. Burroughs I (1855–1898), uitvinder
- Walter Rauschenbusch (1861–1918), theoloog, aanhanger van het Social Gospel
- Ellsworth Paine Killip (1890–1968), botanicus
- Walter Hagen (1892–1969), golfer

### 1900–1939
- Cab Calloway (1907–1994), jazzzanger en bigbandleider
- Alec Wilder (1907–1980), componist en schrijver
- Mitch Miller (1911–2010), orkestleider, zanger, platenproducent en klassiek geschoold hobospeler
- Joe Simon (1913–2011), stripauteur
- Herbert York (1921–2009), kernfysicus
- Hugh O'Brian (1925–2016), acteur en filantroop
- John Ashbery (1927–2017), dichter
- Malcolm Glazer (1928–2014), zakenman en sportclubeigenaar
- William vanden Heuvel (1930-2021), advocaat, ondernemer, schrijver en diplomaat
- Angelo Buono jr. (1934–2002), seriemoordenaar
- Gordon Fullerton (1936–2013), astronaut
- Marcian Hoff (1937), elektrotechnicus en een van de uitvinders van de microprocessor

### 1940–1949

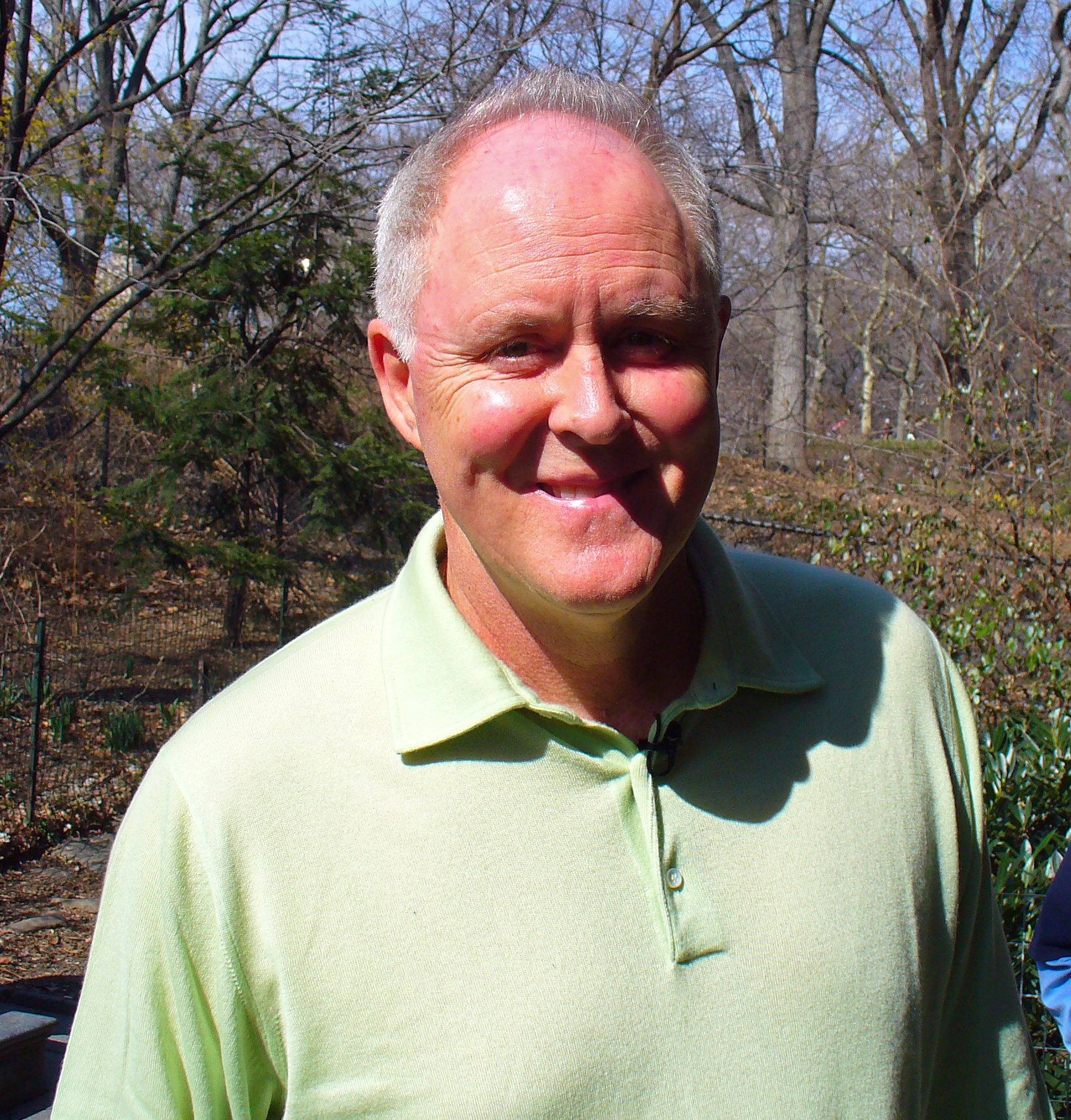
Acteur John Lithgow (1945)

- Chuck Mangione (1940-2025), bugelspeler, dirigent en componist
- Robert Forster (1941-2019), acteur
- Gerry Niewood (1943–2009), jazzsaxofonist, -fluitist en -klarinettist
- John Lithgow (1945), acteur en zanger
- Steve Gadd (1945), drummer
- Joe English (1949), drummer
- Mimi Kennedy (1949), actrice

### 1950–1969

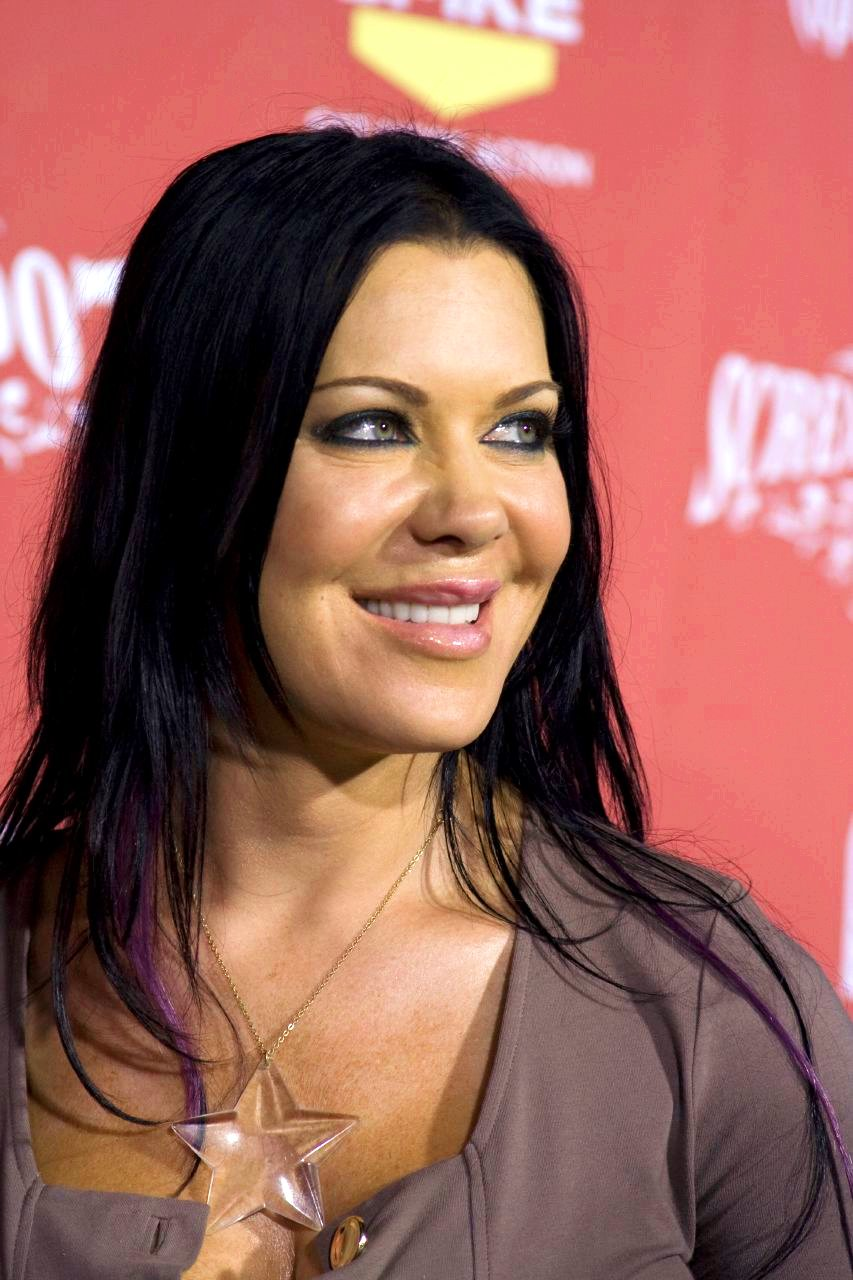
Bodybuilder Chyna (1969–2016)

- Kim Gordon (1953), zangeres en bassiste van Sonic Youth
- Ric Reitz (1955), acteur, filmproducent en scenarioschrijver
- Jeff Sluman (1957), golfprofessional
- Lydia Lunch (1959), schrijfster, actrice en zangeres van Teenage Jesus and the Jerks
- Cathy Turner (1962), shorttrackster
- Suzanne Cryer (1967), actrice
- Chyna (1969–2016), bodybuilder, professioneel worstelaarster en (porno)actrice

### 1970–1979
- Taye Diggs (1971), acteur
- Tweet (1971), zangeres
- Mike Sigel (1972), poolbiljarter
- Josh Arieh (1974), pokerspeler
- Davey Havok (1975), zanger
- Wang Leehom (1976), zanger
- Ann Mahoney (1976), actrice

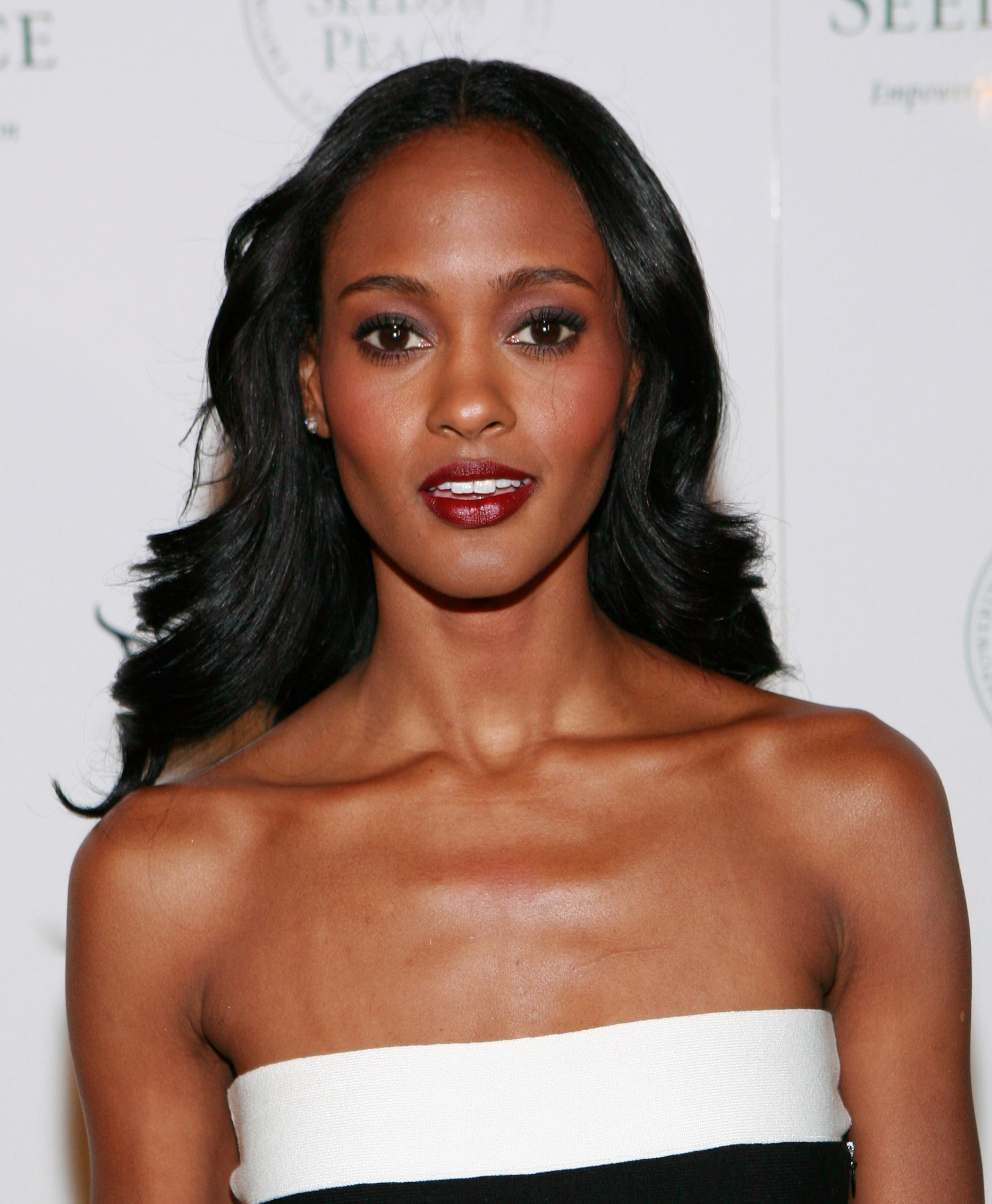
Actrice Nicole Fiscella (1979)

- Nicole Fiscella (1979), actrice en model
- Jon Huber (1979-2020), professioneel worstelaar

### 1980–1999
- Abby Wambach (1980), voetbalster
- Lydia Vandenbergh (1984), voetbalster
- Colin Delaney (1986), professioneel worstelaar
- Jon Jones (1987), MMA-vechter
- Matt Hedges (1990), voetballer
- Vincent Martella (1992), acteur en muzikant
- Jonathon Lillis (1994), freestyleskiër
- Morgan Schild (1997), freestyleskiester
- Christopher Lillis (1998), freestyleskiër

### Vanaf 2000
- Isaiah Stewart (2001), basketballer